# Championnat du Brésil de football 2022
Navigation
Série A 2021 Série A 2023
La saison 2022 de Série A est la soixante-sixième édition du Championnat du Brésil de football de première division, qui constitue le premier échelon national du football brésilien, et oppose vingt clubs professionnels, à savoir les seize premiers de la saison 2021 et les quatre promus de Série B. Elle s'étend sur 38 journées, les clubs s'affrontant en matchs aller-retour.

## Participants

### Les équipes du championnat
| Club                | Ville             | Entraîneur          |
| Clt 2021            | Ville             | Entraîneur          |
| ------------------- | ----------------- | ------------------- |
| Atlético Mineiro    | Belo Horizonte    | Cuca                |
| CR Flamengo         | Rio de Janeiro    | Dorival Júnior      |
| SE Palmeiras        | São Paulo         | Abel Ferreira       |
| Fortaleza EC        | Fortaleza         | Juan Pablo Vojvoda  |
| SC Corinthians      | São Paulo         | Vítor Pereira       |
| RB Bragantino       | Bragança Paulista | Maurício Barbieri   |
| Fluminense FC       | Rio de Janeiro    | Fernando Diniz      |
| América Mineiro     | Belo Horizonte    | Vágner Mancini      |
| Atlético Goianiense | Goiânia           |                     |
| Santos FC           | Santos            |                     |
| Ceará SC            | Fortaleza         |                     |
| SC Internacional    | Porto Alegre      | Mano Menezes        |
| São Paulo FC        | São Paulo         | Rogério Ceni        |
| Atlético Paranaense | Curitiba          | Luiz Felipe Scolari |
| Cuiabá EC           | Cuiabá            | António Oliveira    |
| EC Juventude        | Caxias do Sul     | Celso Roth          |
| Botafogo FR         | Rio de Janeiro    | Luís Castro         |
| Coritiba FC         | Curitiba          | Guto Ferreira       |
| Goiás EC            | Goiânia           | Jair Ventura        |
| Avaí FC             | Florianópolis     |                     |

## Compétition

### Règlement
Le classement est établi sur le barème de points classique (victoire à 3 points, match nul à 1, défaite à 0).
En cas d'égalité de points entre 2 équipes ou plus, on utilise les critères suivants pour les départager : 
1. Nombre de victoires
2. Différence de buts
3. Buts marqués
4. Confrontations directes
5. Nombre de cartons rouges
6. Nombre de cartons jaunes

### Classement
| Rang | Équipe              | Pts | J  | G  | N  | P  | Bp | Bc | Diff |
| ---- | ------------------- | --- | -- | -- | -- | -- | -- | -- | ---- |
| 1    | SE Palmeiras        | 81  | 38 | 23 | 12 | 3  | 66 | 27 | +39  |
| 2    | SC Internacional    | 73  | 38 | 20 | 13 | 5  | 58 | 31 | +27  |
| 3    | Fluminense FC       | 70  | 38 | 21 | 7  | 10 | 63 | 41 | +22  |
| 4    | SC Corinthians      | 62  | 38 | 18 | 8  | 12 | 60 | 39 | +21  |
| 5    | CR Flamengo L C     | 62  | 38 | 18 | 8  | 12 | 60 | 39 | +21  |
| 6    | Atletico Paranaense | 58  | 38 | 16 | 10 | 12 | 48 | 48 | 0    |
| 7    | Atlético Mineiro T  | 58  | 38 | 15 | 13 | 10 | 45 | 37 | +8   |
| 8    | Fortaleza EC        | 55  | 38 | 15 | 10 | 13 | 46 | 39 | +7   |
| 9    | São Paulo FC        | 54  | 38 | 13 | 15 | 10 | 55 | 42 | +13  |
| 10   | América Mineiro     | 53  | 38 | 15 | 8  | 15 | 40 | 40 | 0    |
| 11   | Botafogo FR P       | 53  | 38 | 15 | 8  | 15 | 41 | 43 | -2   |
| 12   | Santos FC           | 47  | 38 | 12 | 11 | 15 | 44 | 41 | +3   |
| 13   | Goiás EC P          | 46  | 38 | 11 | 13 | 14 | 40 | 53 | -13  |
| 14   | RB Bragantino       | 44  | 38 | 11 | 11 | 16 | 49 | 59 | -10  |
| 15   | Coritiba FR P       | 42  | 38 | 12 | 6  | 20 | 39 | 60 | -21  |
| 16   | Cuiabá EC           | 41  | 38 | 10 | 11 | 17 | 31 | 42 | -11  |
| 17   | Ceará SC            | 37  | 38 | 7  | 16 | 15 | 34 | 41 | -7   |
| 18   | Atlético Goianiense | 36  | 38 | 8  | 12 | 18 | 39 | 57 | -18  |
| 19   | Avaí FC P           | 35  | 38 | 9  | 8  | 21 | 34 | 60 | -26  |
| 20   | EC Juventude        | 22  | 38 | 3  | 13 | 22 | 29 | 69 | -40  |

| Légende : Qualifications et relégations | Légende : Qualifications et relégations |
| --------------------------------------- | --- |
|                                         | Qualification pour la phase de groupe de la Copa Libertadores 2023 |
|                                         | Qualification pour le tour préliminaire de la Copa Libertadores 2023 |
|                                         | Qualification pour la Copa Sudamericana 2023 |
|                                         | Relégation en Série B |
|                                         | T : Tenant du titre P : Promus de Série B C : Vainqueur de la Coupe du Brésil 2022 qualifié pour la phase de groupes de la Copa Libertadores 2023 L : Vainqueur de la Copa Libertadores 2022 qualifié pour la phase de groupes de la Copa Libertadores 2023 S : Vainqueur de la Copa Sudamericana 2022 qualifié pour le tour préliminaire de la Copa Libertadores 2023. |

## Bilan de la saison
| Championnat du Brésil de football 2022                |                                                                                            |
| Champion                                              | SE Palmeiras (11e titre)                                                                   |
| Coupes et trophées                                    |                                                                                            |
| Vainqueur de la Coupe du Brésil 2022                  | CR Flamengo                                                                                |
| Qualifications continentales                          |                                                                                            |
| Copa Libertadores 2023                                | SE Palmeiras SC Internacional Fluminense FC SC Corinthians CR Flamengo Atlético Paranaense |
| Copa Libertadores 2023                                | Atlético Mineiro qualifications Fortaleza EC qualifications                                |
| Copa Sudamericana 2023                                | São Paulo FC América Mineiro Botafogo FR Santos FC Goiás EC RB Bragantino                  |
| Promotions et relégations                             |                                                                                            |
| Promus en Championnat du Brésil de football 2023      | Cruzeiro EC Grêmio Porto Alegre Vasco da Gama EC Bahia                                     |
| Relégués en Championnat du Brésil de football D2 2023 | Ceará SC Atlético Goianiense Avaí FC EC Juventude                                          |